# Arrondissement Toul
Toul is een arrondissement van het Franse departement Meurthe-et-Moselle in de regio Grand Est. De onderprefectuur is Toul.

## Kantons
Het arrondissement was tot 2014 samengesteld uit de volgende kantons:
- Kanton Colombey-les-Belles
- Kanton Domèvre-en-Haye
- Kanton Thiaucourt-Regniéville
- Kanton Toul-Nord
- Kanton Toul-Sud

Na de herindeling van de kantons bij decreet van 26 februari 2014, met uitwerking op 22 maart 2015, en de aanpassing van de grenzen van de arrondissementen in het departement van 1 januari 2023 zijn dat:
- Kanton Meine au Saintois   ( deel 37/98 )
- Kanton Neuves-Maisons
- Kanton Le Nord-Toulois
- Kanton Toul